# 索特那木札木柴
索特那木札木柴（1881年—？），蒙古族，是清末科布多杜爾伯特右翼前旗人，杜尔伯特右翼前旗和硕亲王。

## 生平
光绪十二年（1886年），索特那木札木柴袭爵。1910年至1912年，索特那木札木柴担任清朝资政院外藩王公世爵议员，作为科布多賽音濟雅哈圖右翼盟的蒙古代表。1912年外蒙古獨立時，他參與了科布多之戰，被博克多汗封為“卓里克图汗”，領烏恩卓里克圖汗部。

## 家庭
- 先祖：车凌乌巴什，乾隆十八年（1753年）归清，诏封郡王，乾隆二十年（1755年）晋封亲王，曾任右翼盟长。[2]
- 父：棍布扎布，道光十九年（1840年）命在御前行走，咸丰三年（1853年）在右翼盟长任上授为杜爾伯特部副将军。[2]
- 弟：阿育尔扎那，外蒙古独立后代理杜尔伯特右翼前旗旗务。